# Cleomenes apicalis
Cleomenes apicalis là một loài bọ cánh cứng trong họ Cerambycidae.